# Amauroascus niger
Amauroascus niger är en svampart som beskrevs av J. Schröt. 1893. Amauroascus niger ingår i släktet Amauroascus och familjen Onygenaceae.   Inga underarter finns listade i Catalogue of Life.